# Associazione Sportiva Dilettantistica Città di Foligno 1928
Associazione Sportiva Dilettantistica Città di Foligno 1928 é um clube de futebol italiano da cidade de Foligno que disputa a Série C1. Fundado em 1927, suas cores são o azul e o branco. Na temporada 2006-07 obteve o acesso para a Série C1 como campeão do Grupo B da Série C2.